# Justin Turner
Justin Matthew Turner (* 23. November 1984 in Long Beach, Kalifornien) ist ein amerikanischer Baseballspieler welcher aktuell als Free Agent gelistet wird. Zuvor spielte er für die Baltimore Orioles, die New York Mets, die Los Angeles Dodgers und die Boston Red Sox in der Major League Baseball (MLB).

## Karriere
Turner wurde in der 29. Runde des MLB Draft 2005 von den New York Yankees ausgewählt, aber er unterschrieb nicht.

### Cincinnati Reds
Er wurde in der siebten Runde (204. insgesamt) des MLB Draft 2006 von den Cincinnati Reds ausgewählt und erhielt bei der Unterzeichnung mit der Organisation einen Bonus von 50.000 Dollar.
Turner spielte bei dem  Reds’ Rookie League Team Billings Mustangs, wo er auf allen vier Infield-Positionen und im Outfield zu sehen war. Er beendete die Saison mit einem Batting Average von .338. Er wurde innerhalb von zwei Jahren zum Double-A Team Chattanooga Lookouts befördert und beendete die Saison 2008 im Alter von 23 Jahren mit einem Batting Average von .289.

### Baltimore Orioles

#### 2009–2010
Am 9. Dezember 2008, während der Winter Meetings, wurde Turner zusammen mit Ryan Freel und dem Infielder Brandon Waring zu den Baltimore Orioles getradet. Die Saison 2009 verbrachte Turner hauptsächlich beim Triple-A-Team Norfolk Tides. Er spielte hauptsächlich die Second und Third Baseman und beendete das Jahr mit einem Batting Average von .300 und einer OPS von .749.
Sein Debüt in der Major League gab eram 9. September 2009 im Fenway Park, Pinch Hitting für Melvin Mora und beendete das Spiel auf der dritten Base. Drei Tage später erzielte er seinen ersten MLB Hit im Yankee Stadium. Er beendete die Saison 3–18. Turner spielte in der Saison 12 Spiele in der MLB, drei davon als Starter.
Turner wurde als Spieler des 40-Man Roster zum Spring Training eingeladen, wurde aber am Ende des Lagers erneut nach Norfolk versetzt. Am 12. April 2010 setzten die Orioles jedoch den Second Baseman Brian Roberts auf die 15-tägige Disabled List und holten Turner aus Norfolk zurück. In 17 Spielen Für die Orioles schlug er .111 (3 Treffer in 27 At-Bats).

### New York Mets

#### 2010–2013

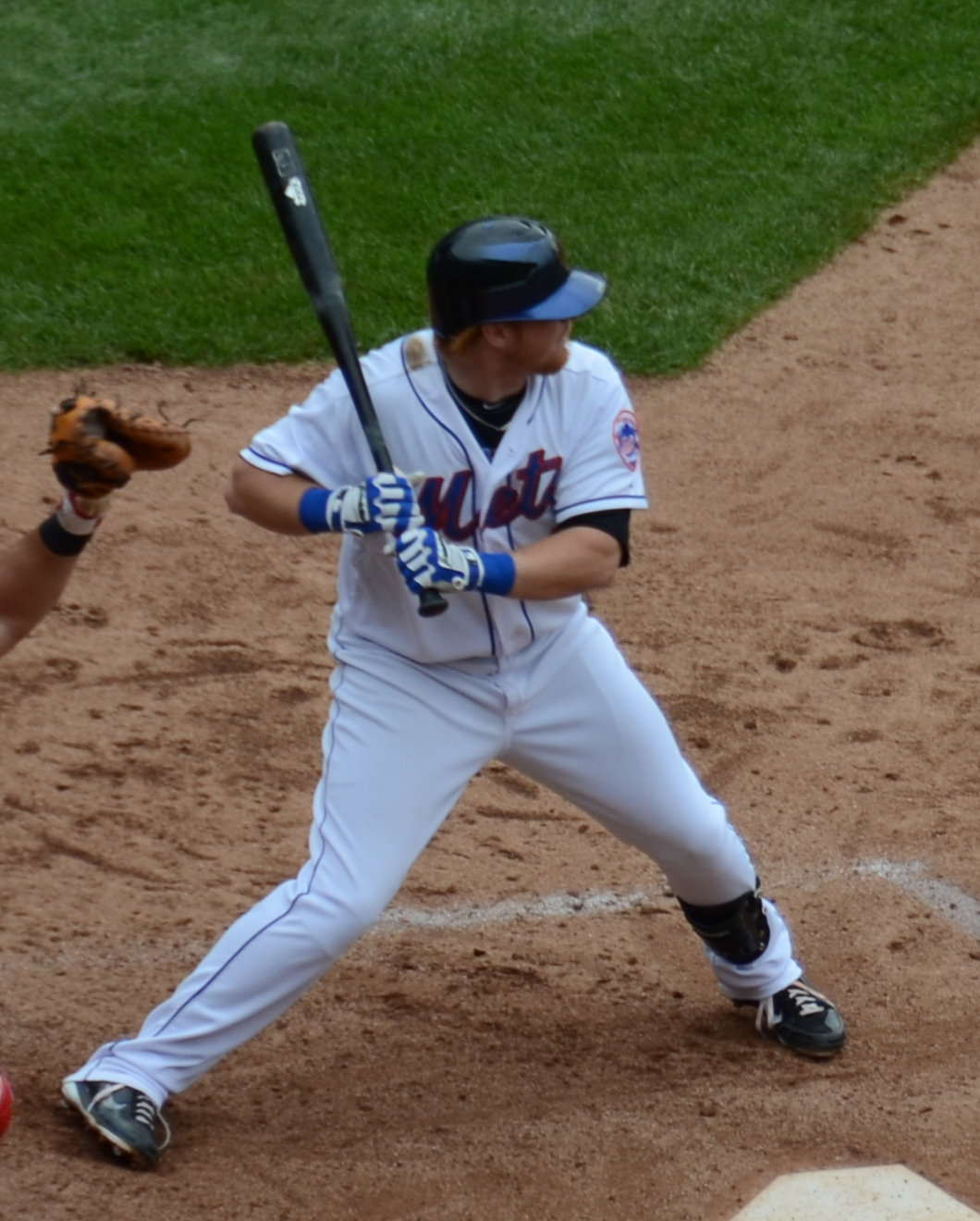
Justin Turner bei den New York Mets 2011

Am 25. Mai 2010 wechselte Turner zu den New York Mets und wurde zum Triple-A Team Buffalo Bisons gesendet. Am 16. Juni wurde Turner zu den Mets gerufen und Nick Evans wurde nach Buffalo geschickt.
Am 19. April 2011 wurde Turner erneut von Buffalo nach New York geholt. Er erzielte seinen ersten Homerun gegen die Houston Astros am 15. Mai 2011. Am 21. Mai erzielte Turner in einem Spiel der Subway Series im Yankee Stadium zum siebten Mal in Folge einen RBI und stellte damit einen Mets-Rookie-Rekord für die meisten aufeinander folgenden Spiele mit einem RBI auf. Mit diesem Rekord und anderen beeindruckenden Statistiken wurde Turner für Mai 2011 zum NL-Rookie des Monats gekürt. Er war der erste Met, der den Preis seit der Gründung im Jahr 2001 gewann.
Nach der Saison 2013 verlängerten die Mets den Vertrag mit Turner nicht, womit er zu einem Free Agent wurde. In 301 Spielen mit den Mets über vier Saisons erreichte er einem Batting Average  von .265.

### Los Angeles Dodgers
Nach seiner Entlassung bei den Mets hatte Turner noch kein neues Team gefunden, als Los Angeles Dodgers Coach Tim Wallach sah, wie Turner bei einem Cal State Fullerton Alumni-Spiel schlug. Turner unterzeichnete am 5. Februar 2014 einen Vertrag mit den Dodgers mit einer Einladung zum Spring Traning. Am 16. März wurde er zum Major League Team der Dodgers aufgenommen.

#### 2014
Turner spielte 109 Partien aufgrund seiner Vielseitigkeit und Verletzungen von Hanley Ramírez und Juan Uribe. Turner führte das Team mit einem Durchschnitt von .340 an und schlug 7 Homeruns mit 43 RBI in 288 Hits. Am 16. Januar 2015 unterzeichnete er einen Vertrag über ein Jahr mit den Dodgers. Er wurde der Starting Third Baseman für einen Großteil der Saison 2015 und schlug .294 mit 16 Homern und 60 RBI.

#### 2015
In der National League Division Series 2015 gegen sein ehemaliges Team den Mets führte Turner die Dodgers mit 10 Hits in 19 At-Bats mit einem Batting Average von .526 an. Nachdem die Dodgers aus der Postseason eliminiert wurden, wurde er an seinem linken Knie operiert. Er unterschrieb einen neuen Jahresvertrag über 5,1 Millionen Dollar mit den Dodgers.

#### 2016
Im Jahr 2016 spielte Turner 151 Spiele und erzielte 27 Homeruns und 90 RBI. Er schlug .275. Er hatte sechs Hits (einschließlich eines Homeruns) in 15 At-Bats in der National League Division Series 2016. In der National League Championship Series 2016 und traf er nur .200.

#### 2017
Am 23. Dezember 2016 unterzeichneten Turner einen Vierjahresvertrag im Wert von 64 Millionen Dollar. Turner startete die Saison 2017 mit einem Batting Average von .379, bevor er mit einer Sehnenverletzung auf die Disabled List gesetzt wurde. Am 6. Juli gewann er den All-Star Final Vote und errang einen Platz im MLB All-Star Game 2017. Turner beendete die Saison mit einem Batting Average von .322, einem .415 On-Base Percentage, 21 Homeruns und 71 RBIs. In der NLDS 2017 hatte er sechs Hits, darunter einen Homerun im neunten Inning von Game 2 gegen die Chicago Cubs. In der World Series 2017 hatte er nur vier Hits in 25 At-Bats. als die Dodgers in sieben Spielen gegen die Houston Astros verloren. Turner brach den Franchise-Rekord von Dusty Baker für die meisten RBIs in einer einzigen Postseason.

#### 2018
Turner wurde während der Spring Trainings am 19. März 2018 von einem Ball am linken Handgelenk getroffen. Er erlitt eine Fraktur, die keine Operation erforderte, aber er musste die Saison auf der Disabled List beginnen. Er trat erst am 15. Mai wieder ins aktive Team ein. Turner verpasste auch die Zeit nach der All-Star-Pause, erholte sich aber im August und September. In 202 At-Bats seit der All-Star-Pause erreichte Turner .356 mit 1.066 OPS, 24 Doubles und 9 Homeruns. Turners heiße Phase setzte sich in den NLDS 2018 fort, wo er in 9 von 18 At-Bats einen Hit erzielte. Er schlug .333 in der World Series 2018, die sein Team jedoch gegen die Boston Red Sox verlor.

#### 2019
Am 14. Juni schlug Turner seinen 100. Karriere Homerun gegen Kyle Hendricks in einem Spiel gegen die Chicago Cubs.

#### 2020
Bei einem Spiel am 5. August bei den San Diego Padres stellte Turner einen neuen Franchise-Rekord auf, indem er zum 74. Mal durch einen Pitch getroffen wurde. Er übertraf damit Zack Wheat, dem dies noch zu Zeiten der Brooklyn Dodgers widerfuhr. Turner „benötigte“ dafür aber lediglich 766 Spiele, während Wheat 2.322 Spiele für die Dodgers bestritt. Am Ende der durch die Covid-19-Pandemie verkürzten Saison gewann er mit seinem Team die World Series gegen die Tampa Bay Rays.

#### 2021
Am 19. Februar 2021 unterschrieb Turner erneut bei den Dodgers, einen Zweijahresvertrag über 34 Millionen Dollar, mit einer Option auf 14 Millionen Dollar für ein drittes Jahr.
Am 29. August 2021 gab Turner sein Debüt als Pitcher im 9. Inning der 0:5-Niederlage der Dodgers gegen die Colorado Rockies.

#### 2022
Im Jahr 2022 teilte Turner seine Zeit zwischen Third Base und Designated Hitter auf, erschien in 128 Spielen und schlug .278 mit 13 Homern und 81 RBIs. Er hatte die langsamste Sprintgeschwindigkeit aller Third Baseman der Major League, mit 25,0 Fuß pro Sekunde.

### Boston Red Sox

#### 2023
Am 6. Januar 2023 unterzeichnete Turner einen Vertrag mit den Boston Red Sox für die Saison 2023, mit einer Spieleroption für 2024. In 146 Spielen schlug er .276 mit 23 Homeruns und 96 Runs Batted In. Am 3. November stieg er aus seinem Vertrag aus und wurde ein Free Agent.

### Toronto Blue Jays

#### 2024
Am 30. Januar 2024 unterzeichnete Turner einen mit 13 Mio. $ dotierten Einjahresvertrag.

## Persönliches
Justin Turner wurde in Long Beach, Kalifornien, als Sohn von John und Betsy Turner geboren. Er hat eine jüngere Schwester.
Turner heiratete im Dezember 2017 seine langjährige Freundin Kourtney Pogue.